# Histoire de Grand-Pré
Le village de Grand-Pré, en Nouvelle-Écosse, a une histoire vieille de plus de 400 ans. 

## Origines
La région de Grand-Pré a été colonisée par les Micmacs. On a retrouvé des traces de villages ou de campements au bord de la rivière Gaspereau et à l'île Longue. Il y aurait déjà eu un cimetière à la pointe Starrs.
Lorsque le Français Pierre Dugua de Mons explora le bassin des Mines en 1604, il trouva du cuivre, au cap D'Or, d'où le nom donné à la région. Il ne continua pas vers le sud, où se trouve Grand-Pré, découragé par l'apparence austère de la rive nord du bassin et du cap Blomidon
Lorsque Jean de Poutrincourt et Samuel de Champlain visitèrent le bassin des Mines en 1606, ils y trouvèrent une très vieille croix en bois pourri, signifiant que le site aurait été connu des chrétiens avant même la fondation de l'Acadie, deux ans plus tôt. La baie de Fundy a probablement été visitée par les Vikings, au XIe siècle. Des pêcheurs scandinaves, basques, bretons, normands et probablement espagnols et anglais fréquentèrent régulièrement la région à partir du XIIIe siècle, attirés par les baleines et la morue.
Durant le XVIIe siècle, des missionnaires rendirent parfois visite aux Micmacs, et des coureurs des bois venaient pour faire du troc avec eux.
Le fondateur des Mines est un riche habitant de Port-Royal, Pierre Terriot. Il s'établit à la rivière Habitant vers 1675, accompagné de Claude Landry, Antoine Landry et René Le Blanc. Pierre Terriot aidait les colons les plus pauvres à s'établir et à survivre.
Au début des années 1680, peut-être plus tôt, le tailleur Pierre Melanson dit Laverdure, son épouse Marguerite Mius d’Entremont et leurs enfants quittent Port-Royal pour fonder Grand-Pré. Pierre, était le fils aîné de Pierre dit Laverdure et de Prescilla, arrivés d'Angleterre avec Thomas Temple. Pierre, huguenot, avait trouvé refuge en Angleterre, après avoir fui La Rochelle. Pierre Melanson, fils âîné de Pierre dit laverdure, alors capitaine de la Milice à Port Royal, s'était marié avec Marguerite Mius d'entremont, la fille de Philippe Mius d'Entremont, baron de Pobomcoup. Bientôt, d'autres familles les suivirent et une communauté active et prospère se développa le long des rivières et des rives du bassin des Mines. Au début du XVIIIe siècle, les Mines était le plus grand centre de population en Acadie, comptant 2450 habitants en 1750, dont 1350 habitants uniquement à Grand-Pré, ce qui en faisait la ville la plus importante.

## Développement
À l'origine, Grand-Pré était isolée et sans protection, sauf quand le gouverneur La Vallière réclama les Mines. Celui-ci avait tendance à empêcher les nouveaux établissements. Ses successeurs ne se préoccupèrent pas vraiment du village.
Les fermiers de Grand-Pré transformèrent le marais situé entre la terre ferme et l'île Charles en terres fertiles par l'usage d'aboiteaux. Ils exportèrent des denrées vers Port-Royal, d'autres colonies françaises et la Nouvelle-Angleterre.
La région des Mines comprenait deux paroisses catholiques. Celle de Saint-Joseph comprenait les villages de Rivière-aux-Canards et d'Habitant tandis que celle de Saint-Charles correspondait au village de Grand-Pré.
L'Acadie étant parfois la cible de pirates et de corsaires, le gouverneur Villebon fit construire une forteresse à Port-Royal, pour défendre toute la colonie. Celle-ci existe toujours, sous le nom de fort Anne.
Les citoyens de Grand-Pré affichèrent un fort esprit d'indépendance, en raison, en partie, de la distance avec Port-Royal, le siège du pouvoir. Ayant eu vent que les habitants des Mines pensaient rejoindre les Anglais, le gouverneur y envoya un détachement de sa garnison. Les habitants envoyèrent alors quelques personnes pour assister la construction de la forteresse.
Le gouverneur de Montbeton de Brouillan visita les Mines en 1701. Il décida d'y envoyer Bonaventure afin de mieux contrôler les habitants. Ceux-ci s'engagèrent à construire une route de 60 miles (100 km) jusqu'à Port-Royal.
Durant toute cette période, Pierre Melanson était le représentant du gouverneur à Grand-Pré. Il était un genre de maître des postes et commandait une milice.
Vers la fin du mois de mai 1704, le gouverneur Dudley du Massachusetts envoya une expédition pour ravager l'Acadie. Sous le commandement du colonel Benjamin Church, environ 550 hommes, incluant quelques Amérindiens, quittèrent Boston sur deux cannonières, 14 transports, 36 baleiniers et 1 barge. Ils longèrent la côte, détruisant tout sur leur passage et faisant plusieurs prisonniers. Church se dirigea ensuite sur son bateau vers les Mines, laissant les autres dévaster Port-Royal. Aux Mines, Church fit démolir les aboiteaux, ce qui inonda le marais et détruisit la récolte. Ayant rencontré une certaine résistance, il fit incendier trois des plus importants hameaux, piller leurs habitants et tuer leur bétail.
En 1705, Bonaventure, maintenant gouverneur, envoya 4 soldats aux mines pour rapporter la barque du Roi, La Gaillarde, chargée de blé. Il fit don à l'église de plusieurs objets de culte, probablement pour remplacer ceux volés par Church.
Port-Royal tomba aux mains des Britanniques, sous le commandement de Nicholson, après une bataille de 9 jours, le 10 octobre 1710. Les termes de la capitulation comprenaient un territoire compris dans un rayon de trois milles du fort. Les Acadiens s'y toruvant se virent donner un délai de 2 ans pour quitter les lieux. Les habitants des Mines envoyèrent ensuite des délégués à Port-Royal pour y rencontrer le nouveau gouverneur, le colonel Vetch.

## Bataille de Grand-Pré
Le gouverneur de la Nouvelle-Écosse, Paul Mascarene, appela Shirley, le gouverneur du Massachusetts, à l'aide. Ce dernier envoya 500 volontaires sous le commandement du colonel Arthur Noble. Arrivés à Annapolis Royal à l'automne 1747, le premier détachement se rendit aux Mines par la mer mais durent rebrousser chemin en raison du très mauvais temps. En novembre, un groupe de 100 volontaires marcha vers Grand-Pré. Les autres se rendirent par bateau, emportant des munitions, des canons et un blockhaus. Le temps étant encore mauvais, ils durent finir le voyage sur la terre ferme. Il débarquèrent à French Cross le 4 décembre, traversèrent la montagne du Nord et arrivèrent à Grand-Pré le 12 décembre. Les bateaux étaient arrivés sains et saufs. Vingt-quatre maisons furent réquisitionnées pour loger toutes les troupes. 
Ayant eu vent de la présence britannique à Grand-Pré, Jean Baptiste Nicolas Roch de Ramezay décida d'attaquer. Ne pouvant diriger ses troupes en raison d'une blessure, il en donna le commandement à Nicolas-Antoine Coulon de Villiers, accompagné des officiers de La Corne, Saint-Pierre, La Naudière, Saint-Ours, Desligneris, Courtemanche, Repentigny, Boishébert, Gaspé, Colombière et Lusignan. En quatre jours les préparatifs furent terminés et le groupe de 240 Canadiens 20 Amérindiens quitta le fort le 21 janvier. Ils furent stoppés à la rivière Shubénacadie, en raison des embâcles. Boishébert traversa la rivière avec dix soldats, tandis que le reste des troupes remonta le cours du fleuve pendant trois jours. Après s'être rejoints, ils poursuivirent le voyage et atteignirent Pigiguit le 9 février. Pour assurer leur sécurité, Coulon fit placer des gardes sur toutes les routes menant vers les Mines. Ils repartirent le 10 février vers midi et atteignirent la rivière Gaspereau, au sud du village, où ils se divisèrent en 10 groupes. Ils prirent possession de Melanson le soir même. 
Après avoir reçu le rapport de ses espions, Coulon prépara le plan d'attaque. En raison de leur infériorité numérique, il sépara ses troupes en 10 groupes, pour pouvoir attaquer les principales positions britanniques. Ceux-ci était divisés en groupe de 24 soldats, logés chacun dans une maison situé le long du chemin principal de Grand-Pré. Vers deux heures du matin, les militaires français mirent des raquettes et prirent le chemin Grand-Pré. 
Après avoir été blessé, Coulon sera remplacé par Louis de la Corne. Après quelques heures de combats, Benjamin Goldthwait rendit les armes et capitula le 12 février.

## Projet de colonisation
En 1748, le gouvernement provincial décide de faire établir des colons britanniques dans la région de Grand-Pré, où se trouve actuellement Grand-Pré-Nord et Horton Landing. Charles Morris arpente le village et dessine une carte, mais le projet est abandonné.

## Halifax et les forts
Halifax fut fondée en 1749 et le gouvernement provincial d'Edward Cornwallis y déplaça son siège. Quelques jours plus tard, Jean Melanson, de Canard, et Claude Le Blanc, de Grand-Pré, se rendirent à la nouvelle capitale pour y présenter les respects de leur peuple. Cornwallis les informa qu'une proclamation avait été adoptée, et qu'ils ont reçu l'ordre de la rendre publique dans leur districts respectifs. Ils doivent également prêter serment sans conditions et envoyer des députés à Halifax dans un délai de 15 jours, avec leur résolution. Les représentants obéirent aux ordres et au moment venu, des députés représentant tous les districts acadiens rencontrèrent Cornwallis. Les représentants étaient déterminés dans leurs demandes mais Cornwallis les informa qu'aucune exemption ne serait possible et que tous les Acadiens devraient prêter serment avant le 26 octobre 1749, sans quoi ils seraient dépossédés de leurs biens et droits dans la province. Les représentants retournèrent voir Cornwallis quelques semaines plus tard, avec une déclaration signée par un millier de leurs concitoyens. Celle-ci faisait référence au serment signé auparavant, aux services rendus au gouvernement et du danger que représentaient les Amérindiens. Ils demandèrent également de prendre l'ancien serment signé avec le gouverneur Philipps et si cela leur était refusé, qu'ils puissent quitter la province sans problème. L'attitude des Acadiens irrita Cornwallis.
La population était alors fébrile. L'abbé Le Loutre tentait de faire venir les Acadiens de la Nouvelle-Écosse dans ce qui restait de l'Acadie française. Il était tard dans la saison pour une évacuation générale, mais certains Acadiens rejoignirent tout de même le territoire français.
Pour éviter tout déplacement de la population, le gouvernement envoya alors aux Mines un détachement d'une centaine de soldats et de trois officiers sous le commandement du Capitaine Handfield. Arrivant trop tard durant la saison, ils fortifièrent trois maisons avec une palissade de pieux. Ce fort fut ensuite connu sous le nom de Vieux-Logis. Les habitants du village assistèrent les soldats et les approvisionnèrent. Ils aidèrent aussi les plus pauvres à se bâtir une maison à Halifax et finalement construisirent une route large de 18 pieds entre la capitale et les Mines, pour remplacer le sentier.
En octobre 1749, à l'instigation des Français, 300 Micmacs et Malécites assiégèrent le Vieux-Logis, pour permettre aux Acadiens de quitter le pays avec leurs biens et bétail. Voyant que les Acadiens persistaient à attendre l'avis de Cornwallis, les Amérindiens quittèrent les lieux avec Claude Le Blanc. Ils surprirent ensuite un détachement de 18 hommes, sous le commandement du Capitaine Hamilton. Les combats durèrent quelques jours mais personne ne fut tué. Ils les firent prisonniers mais les relâchèrent peu de temps après.
Le Fort Edward fut construit en 1750 à Pisiguit. Les Acadiens persistèrent à convaincre Cornwallis de les laisser partir avec leurs biens, sans succès.

## Hopson au pouvoir
Le 3 août 1752, Peregrine Thomas Hopson remplaça Cornwallis à la tête de la Nouvelle-Écosse. Hopson considérait que les Acadiens étaient indispensables à la province, étant les seuls cultivateurs enracinés. Le Vieux-Logis tombant en ruine, il déplaça les troupes au fort Edward. Il signa un traité avec les Amérindiens, oublia l'idée d'un serment d'allégeance, l'idée d'implanter des colons protestants dans les établissements Acadiens et finalement s'arrangea pour que les commerçants acadiens reçoivent un prix équitable pour leurs produits.

## Arrivée de Charles Lawrence au pouvoir
En raison de sa santé précaire, Hopson fut remplacé par Charles Lawrence au poste de gouverneur à la fin 1753. Celui-ci avait une attitude complètement différente envers les Acadiens et révoqua les ordres d'Hopson. Après la chute du fort Beauséjour, en juin 1755, les Britanniques étaient alors en position de contrôler les Acadiens. On considère que Lawrence manigançait la déportation des Acadiens depuis plusieurs années.
Le 6 juin 1755, une centaine de soldats du fort Edward et une cinquantaine de la garnison d'Halifax se rendirent aux Mines. Ils arrivèrent à Grand-Pré en soirée et s'établirent dans deux maisons. Vers minuit, ils confisquèrent toutes les armes à feu et munitions qu'ils purent trouver, sans résistance de la part des Acadiens. Le lendemain matin, les armes furent envoyées au fort Edward par bateau. Seulement un cinquième des armes ayant été confisquées, un ordre fut émis forçant les Acadiens à rendre leurs armes, sous peine d'être considérés comme des rebelles. Peu de temps après, les Britanniques avaient amassé 2 900 armes supplémentaires. Le peuple adressa ensuite une pétition au gouverneur Lawrence.
Apprenant que le gouverneur considéra la pétition comme impertinente, la population en envoya une autre le 24 juin. Dans sa réponse, Lawrence se montra offensé. Il demanda ensuite aux délégués présents à Halifax de prêter serment d'ici 24 heures. Ceux-ci affirmèrent qu'ils ne pouvaient pas le faire sans consulter leurs concitoyens et Lawrence les fits prisonniers. 
Il envoya ensuite des instructions à Murray, posté au fort Edward, lui demandant d'aller chercher de nouveaux délégués.  Le 5 juillet, 100 délégués rencontrèrent Lawrence. Ceux de Grand-Pré et des environs présentèrent une pétition, signée par 203 personnes, faisant référence au serment signé autrefois avec le gouverneur Philipps et leur intention de ne pas en signer un autre. Encore une fois, tous les délégués furent faits prisonniers.

## Déportation

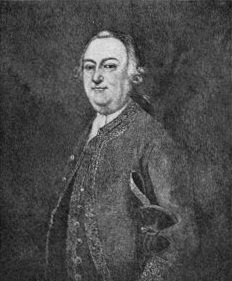
John Winslow.

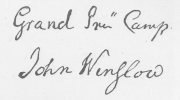
Signature de John Winslow au « Camp Grand-Pré ».

La décision de déporter les Acadiens fut prise le 28 juillet 1755 par le gouverneur Lawrence et son conseil.
L'abbé Chauvreulx fut fait prisonnier le 4 août, et emprisonné au Fort Edward en compagnie de l'abbé Lemaire, de l'église de Canard.
Le mardi 19 août 1755, 313 soldats britanniques s'en vont en bateau pour Grand-Pré, qu'ils atteignent le lendemain. Ils sont sous le commandement du colonel John Winslow, accompagné des capitaines Adams, Hobbs et Osgood. Ils marchent jusqu'à l'église Saint-Charles, vacante depuis l'arrestation du curé, et en prennent possession. Après le dîner, ils demandent à quelques français d'enlever les objets de culte de l'église, dont ils vont se servir pour camper. Le jeudi 21, ils installent une palissade de pieux autour du camp. Le 22 août, les 313 soldats s'installent dans le presbytère et transforment l'église en dépôt d'armes. Le samedi 30, ils installent une palissade de pieux autour du cimetière. Le 24, il reçurent des provisions pour 400 soldats et installèrent des tentes. Winslow reçut ensuite la visite de Murray, avec qui il arrangea les détails de l'opération. Entre le 31 août et le 2 septembre, Winslow et ses hommes firent des visites de reconnaissance dans les différents hameaux et villages des Mines. La moisson avait déjà été faite, et le grain entreposé. Le 1er septembre, les bateaux devant transporter les Acadiens arrivèrent.

Winslow se rendit au fort Edward le 3 septembre, à bord d'un baleinier, accompagné du Dr Withworth et de l'adjudant Kennedy, pour y rencontrer Murray à nouveau. Ils écrivirent la proclamation aux habitants des Mines, traduite par un certain Deschamps, marchand de Pigiguit. Au matin du 4 septembre, Winslow envoya le Dr Withworth à Grand-Pré, pour y délivrer les ordres. Winslow arriva plus tard et ordonna aux soldats de s'armer. Le lendemain 5 septembre vers trois heures de l'après-midi, comme le Dr Withowrth leur avait demandé, tous les hommes et enfants âgés de plus de dix ans se rendent à l'église, soit 418 personnes. Ils proviennent de tous les villages des Mines: Grand-Pré, Pereaux, Habitant, Rivière-aux-Canards, Gaspereau et Melanson. Ils ferment alors les portes pour les faire prisonniers. Winslow fait alors lire les ordres du roi par un interprète, dont voici le texte: 
« Messieurs,
J'ai reçu de Son Excellence le gouverneur Lawrence les instructions du Roi que je tiens en main. C'est par ses ordres que vous êtes convoqués pour apprendre la décision finale de Sa Majesté à l'égard des habitants français de sa Province de Nouvelle-Écosse où, depuis près d'un demi-siècle vous avez bénéficié d'une plus grande indulgence qu'aucun de ses autres sujets en aucune partie de son empire. Quel usage vous avez fait de cette indulgence, vous le savez mieux que personne. Le devoir qui m'incombe, quoique nécessaire, est très désagréable à ma nature et à mon caractère, de même qu'il doit vous être pénible, à vous qui avez la même nature; mais ce n'est pas à moi de critiquer les ordres que je reçois, mais de m'y conformer. Je vous communique donc, sans hésitation, les ordres et instructions de Sa Majesté, à savoir que toutes vos terres et habitations, bétail de toute sorte et cheptel de toute nature, sont confisqués par la Couronne, ainsi que tous vos autres biens, sauf votre argent et vos meubles, et vous devez être vous-mêmes enlevés de cette Province qui lui appartient. C'est l'ordre péremptoire de Sa Majesté que tous les habitants français de ces régions soient déportés. J'ai des instructions, par suiste de la bonté de Sa Majesté, pour vous autoriser à emporter votre argent et vos meubles pour autant que les navires où vous entrerez n'en seront pas surchargés. Je ferai tout ce qui est en mon pouvoir pour que tous ces biens vous soient assurés et que vous ne soyez pas molestés dans leur transport; je veillerai aussi à ce que les familles s'embarquent au complet dans le même vaisseau et à ce que cette déportation qui, je le sens bien, doit vous causer beaucoup de peine, s'accomplisse aussi facilement que le permet le service de Sa Majesté; et j'espère qu'en quelle que partie du monde où vous puissiez vous trouver, vous serez de fidèles sujets, un peuple paisible et heureux. Je dois aussi vous informer que c'est le bon plaisir de Sa Majesté que vous restiez en sécurité sous la surveillance et la direction des troupes que j'ai l'honneur de commander et ainsi je vous déclare prisonniers du roi. »

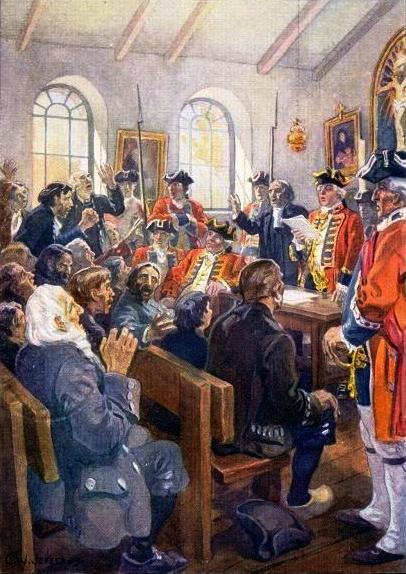
Lecture de l'ordre de déportation.

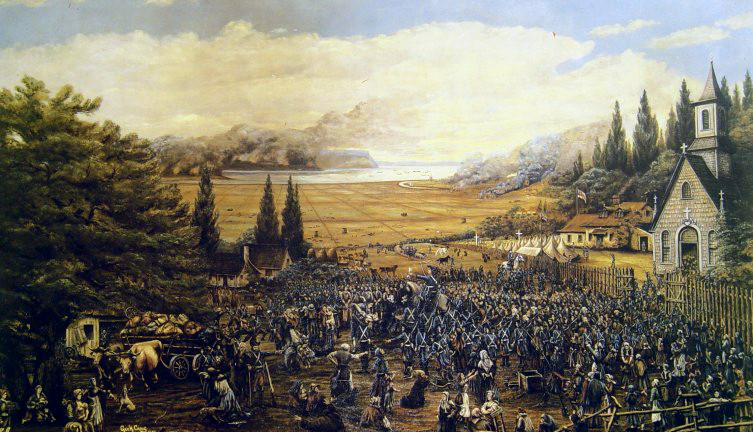
Les soldats britanniques transportant les Acadiens hors du village.

Winslow se rendit ensuite dans ses quartiers, bientôt rejoint par un groupe de vieux Acadiens. Ceux-ci le supplièrent de les laisser rentrer chez eux pour s'occuper de leurs familles. Après consultation de ses officiers, Winslow permit à 10 hommes de se rendre à Saint-Charles-des-Mines et dix autres à Saint-Joseph-des-Mines. Ils les chargea aussi de ramener les hommes n'ayant pas répondu à l'appel. Il ordonna aussi à la famille et aux amis des prisonniers de les fournir en nourriture, en autant qu'il n'approchent pas trop du camp de Winslow. Celui-ci place la moitié des soldats dans sa tente et fait doubler le nombre de sentinelles. Une patrouille, composée d'un sergent et douze soldats, fait le tour de l'église sans arrêt7-151".
Le 7 septembre, le nombre de prisonnier s'est élevé à 424 et seulement 5 bateaux sont accostés. Les meuniers travaillent toujours à préparer la farine.
Seulement 20 prisonniers par jour reçoivent la permission de retourner à leur maison passer une nuit avec leur famille. 
Les habitants du village sont faits prisonniers pendant plusieurs semaines. Environ 2200 personnes seront déportés vers la Pennsylvanie, la Virginie et le Maryland. En raison du manque de bateaux, leur expulsion durera entre le 8 octobre et le 20 décembre. Pour empêcher que des gens s'étant enfuis puissent se rétablir, Winslow donne l'ordre de brûler tous les hameaux et les champs.

## Planters

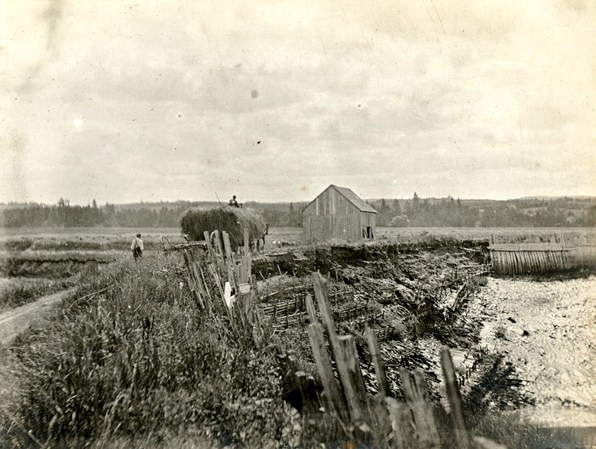
Un aboiteau au début du XXe siècle.

Tous les Acadiens de Grand-Pré ne furent pas déportés. Un certain nombre parvint à se cacher dans la forêt. Se joignant à d'autres rescapés, ils s'établirent en plusieurs endroits de la province mais furent poursuivis par les Britanniques jusqu'en 1763.
Sous le régime britannique, le territoire de Grand-Pré, Melanson et Gaspereau devint le canton d'Horton, d'une superficie de 100 000 acres. 
Après la déportation, les digues sont évidemment laissées à l'abandon et commencent à s'endommager. Une tempête en novembre 1759 fait céder les aboiteaux, ce qui inonde la plupart du marais.
Deux-cents Planters du Connecticut s'établirent à Grand-Pré à partir de juin 1760. Ceux-ci effectuèrent des relevés de la région et produisirent une carte de grande qualité. Afin de défendre la région, un blockhouse, le fort Montague, fut construit sur le site du Vieux-Logis. 
En 1764, la proclamation royale permet aux Acadiens de revenir s'établir en Nouvelle-Écosse, à condition que les terres ne soient pas déjà habitées par des Anglais, ce qui leur interdit de revenir à Grand-Pré.
Durant les années 1760, les Planters demandent aux Acadiens de leur enseigner la technologie des aboiteaux. À la suite de leur enseignement, Jonathan Crane, de Windsor, devient superviseur de la maintenance et de la supervision des digues entre 1777 et 1820.
Entre 1805 et 1806, les Planters construisent une digue munie de six aboiteaux entre Wolfville et l'île Longue. Faisant environ 5 kilomètres de long, ce fut le plus grand projet d'endiguement jamais réalisé au Canada atlantique.
Les 5 et 6 octobre 1869, la Saxby Gale détruisit de nombreuses infrastructures. La digue de Wolfville à l'île Longue est détruite par des tempêtes en 1928 et 1931. Elle ne fut reconstruite qu'en 1959. Durant la Seconde Guerre mondiale, le ministère de la défense proposa de transformer le pré en champ de tir. Les fermiers acceptèrent sous certaines conditions mais finalement un nouvel emplacement fut choisi au Québec.

## Évangéline et l'éveil Acadien
En 1847, le poète américain Henry Wadsworth Longfellow choisit Grand-Pré comme le lieu de départ de son œuvre Evangéline. Le succès de ce poème attira de plus en plus de touristes américains à Grand-pré. 
À partir des années 1880, des chercheurs de trésors ont exploré le site de Grand-Pré. Ils ont trouvé plusieurs objets, un puits, des cercueils et des restes humains. Les objets découverts ont disparu.